# کورتنی واین
کورتنی واین (انگلیسی: Cortnee Vine؛ زادهٔ ۹ آوریل ۱۹۹۸) بازیکن فوتبال اهل استرالیا است که در پست دفاع راست و وینگر برای باشگاه فوتبال نورث کارولینا در لیگ ملی فوتبال زنان (سطح یک آمریکا) بازی می‌کند.
وی همچنین عضوی از تیم ملی فوتبال زنان استرالیا در رقابت‌های جام ملت‌های زنان آسیا ۲۰۲۲، جام جهانی فوتبال زنان ۲۰۲۳ و المپیک تابستانی ۲۰۲۴ بوده است.